# 特丁净
特丁净（英語：Terbutryn）是一种含硫三嗪类除草剂，带有一个1,3,5-三嗪环和一个叔丁基，能控制农田中杂草的生长，也可以作为除藻剂使用，但存在持久污染的隐患。